# Laurentius Ristelius
Laurentius Benedicti Ristelius, född troligen 1608 i Rystad socken, död 13 november 1666 i Häradshammars socken, var en svensk präst och lektor i Linköping. 

## Biografi
Ristelius föddes troligen 1608 i Rystads socken. Han blev student 1629. Ristelius prästvigdes 1638. Han blev 1639 kyrkoherde i Orlunda församling och rektor i Vadstena. 1642 blev han filosofie doktor och historielektor i Linköping. Ristelius blev också 1642 kyrkoherde i Rystads församling och senare kontraktsprost. 1657 blev Ristelius kyrkoherde i Häradshammars församling. Ristelius avled 13 november 1666 i Häradshammars socken.